# Kindergrabfeld auf dem Neuen Friedhof in Gießen

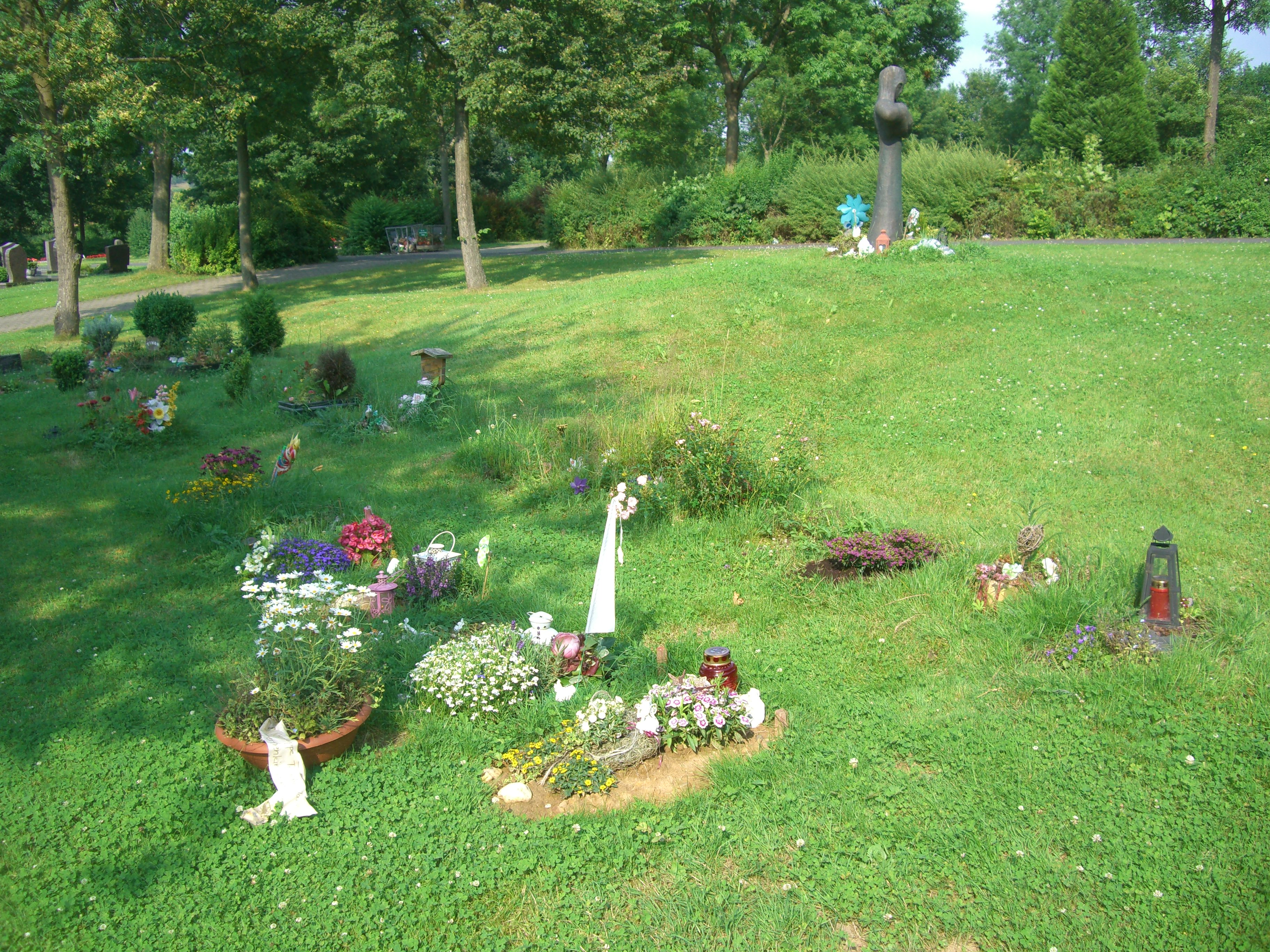
Blick über das Grabfeld

Das Kindergrabfeld auf dem Neuen Friedhof in Gießen für nicht bestattungspflichtige verstorbene Kinder wurde 1999 in einem dafür neu angelegten Teil des Neuen Friedhofs in Gießen eröffnet. An zentraler Stelle des Grabfelds steht die Skulptur Geborgen der Bildhauerin Heide-Birgitt Theiß.

## Lage
Der Gießener Neue Friedhof liegt auf dem Rodtberg im Norden der Stadt. Das Kindergrabfeld wurde in der Friedhofsabteilung XIV im Nordwesten des Friedhofs eingerichtet.

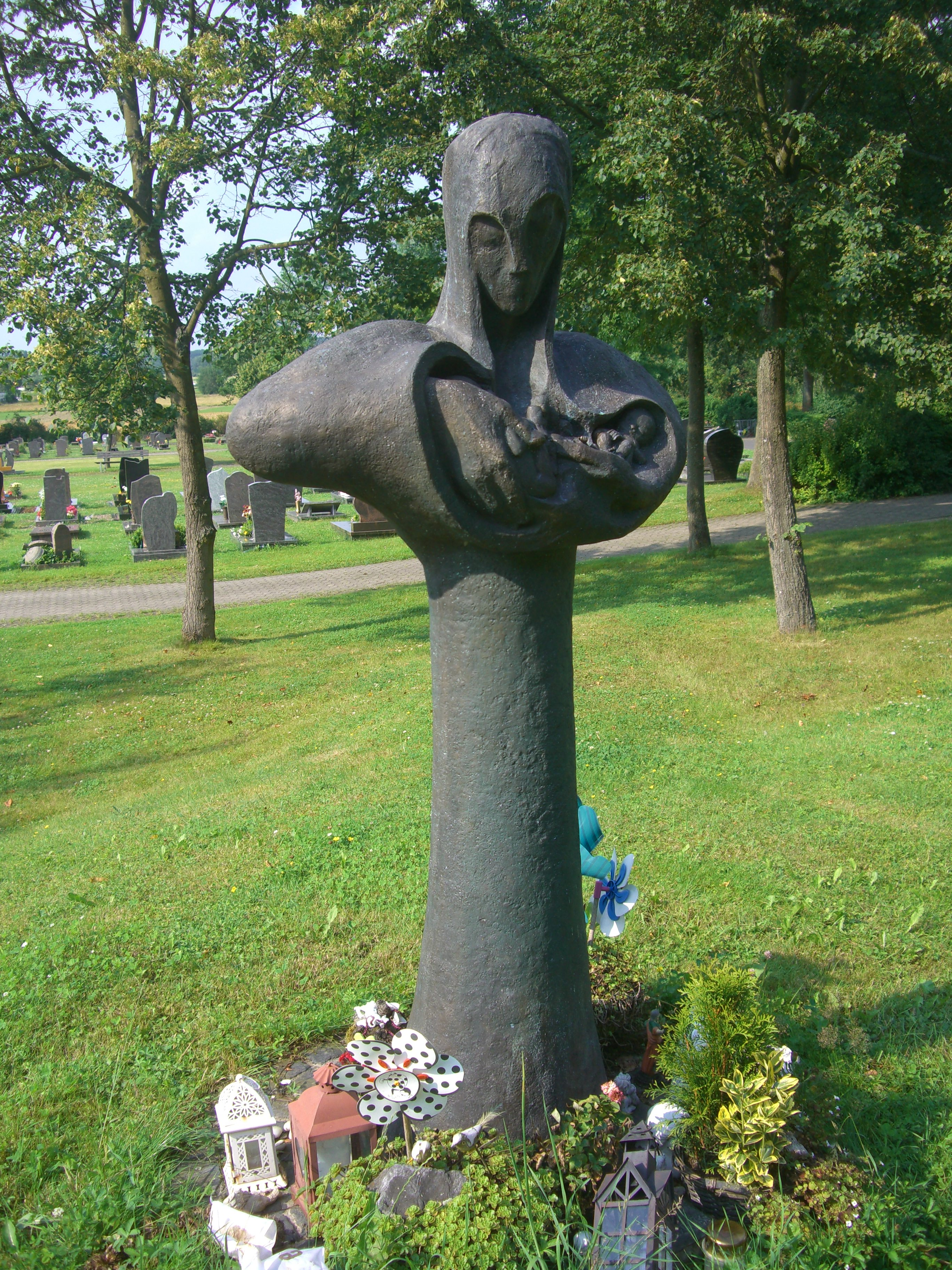
Skulptur „Geborgen“

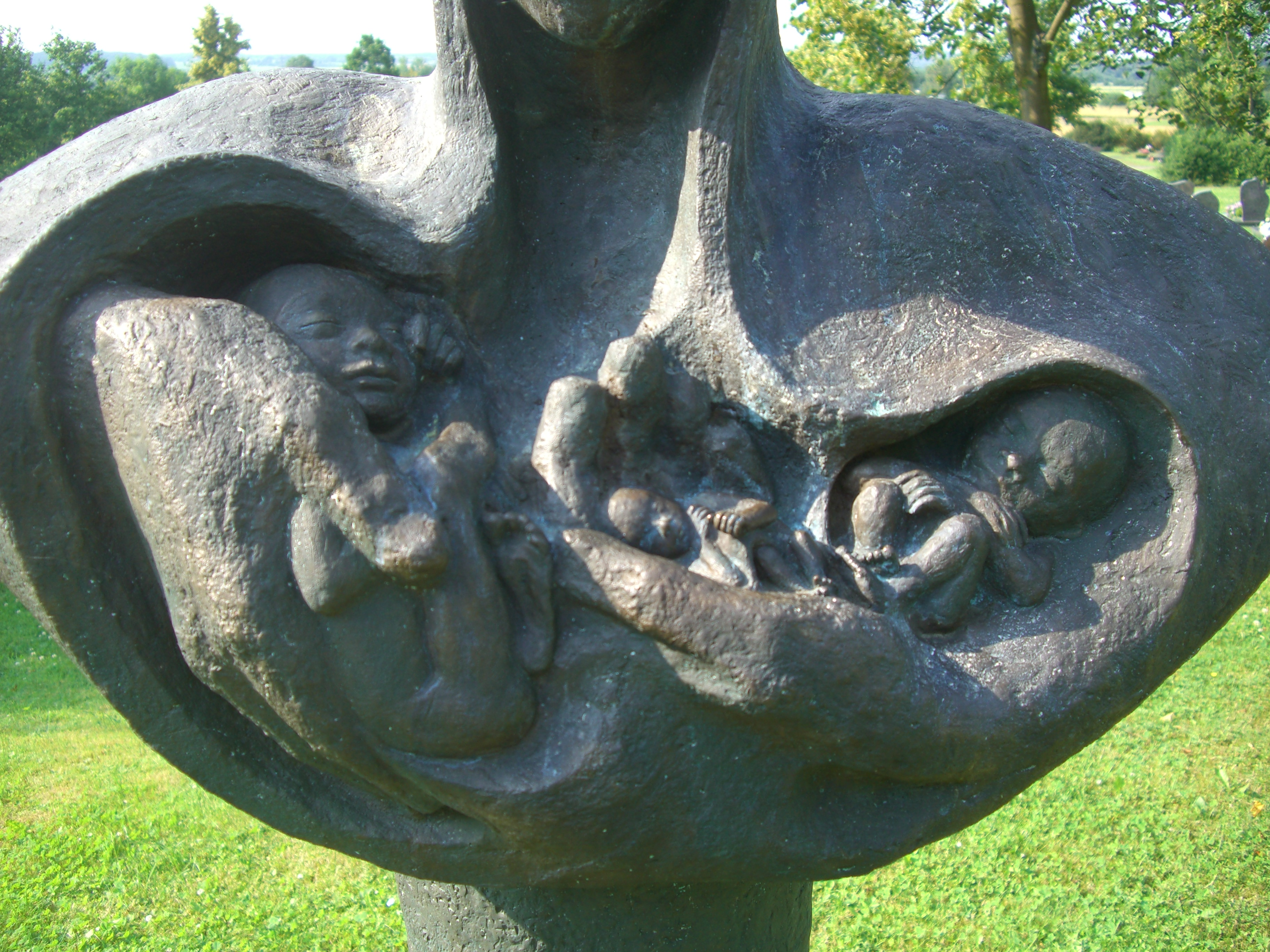
Detail der Skulptur

## Geschichte
Bis 1903 diente der Friedhof auf dem Nahrungsberg als Gießener Stadtfriedhof. Da seine Kapazität erschöpft war, wurde in diesem Jahr der Neue Friedhof auf dem Rodtberg eingeweiht. Seitdem heißt der Friedhof auf dem Nahrungsberg Alter Friedhof.
Das 1999 geschaffene Kindergrabfeld auf dem Neuen Friedhof entstand aus dem Bedarf nach einem zusammenhängenden Friedhofsteil, der der Aufnahme von nicht bestattungspflichtigen Kindern gewidmet ist. Dies sind sehr kleine, schon in der Schwangerschaft verstorbene Kinder.
Die Einrichtung des Kindergrabfelds stand im Einklang mit dem Eintreten der bundesweiten Initiative „Regenbogen – Glücklose Schwangerschaft“ für Grabfelder dieser Art, von denen es mittlerweile zahlreiche in Deutschland gibt.
Die Schaffung des Kindergrabfelds entstand aus der Erkenntnis, dass auch der Tod eines Babys, das noch nicht außerhalb des Mutterleibes gelebt hat, ein Anlass zum Trauern sein kann. Vielen Eltern solcher Kinder hilft es bei der Verarbeitung des Verlustes, wenn sie einen Ort der Trauer haben.

## Anlage
Auf dem Kindergrabfeld sind keine umfriedeten Einzelgräber vorgesehen. Die Bestattung erfolgt individuell, aber anonym auf einer großen Wiese. Die Eltern kennen die Lage ihres Grabes. Manche betreiben auch Grabpflege und -schmuck; dies wird, obwohl es so ursprünglich nicht geplant war, vom Garten- und Friedhofsamt der Stadt Gießen geduldet.

## Skulptur
Seit August 2000 wird das Feld von der Bronzeskulptur Geborgen der Biebertaler Künstlerin Heide-Birgitt Theiß geschmückt. Diese Skulptur überschaut die Grabstätten und zeigt in Lebensgröße eine weibliche Gestalt, die sehr kleine Kinder in ihren Armen birgt.